# Europaparlamentsvalet 1987
Europaparlamentsvalet 1987 hölls den 10 juni 1987 respektive den 19 juli 1987 i Europeiska gemenskapernas (EG) två nya medlemsstater, Portugal och Spanien. Valen skedde egentligen helt skilda från varandra. Sedan 1 januari 1986 hade länderna representerats i Europaparlamentet av ledamöter som utsetts av respektive lands eget parlament. Europaparlamentsvalet 1987 blev således det första Europaparlamentsvalet för portugiser och spanjorer.
Totalt hade 36 miljoner människor rösträtt; ungefär 7,8 miljoner i det portugisiska valet och ungefär 28,5 miljoner i det spanska valet. Valet handlade om de 84 mandat i Europaparlamentet som tilldelats Portugal och Spanien. Portugal hade erhållit 24 mandat och Spanien 60. Antalet mandat i parlamentet utökades därmed till 518.
Valet kan i stora drag beskrivas som en vinst för socialdemokraterna och liberalerna. De konservativa led dock inte de största förlusterna. Det gjorde istället de mindre partigrupperna. Socialdemokratiska partigruppen fick ett tillskott på 35 ledamöter och den liberala partigruppen utökades med 20 ledamöter, medan de konservativa fick nöja sig med 21 ledamöter, vilket i förhållande till gruppens storlek var lite.
Valdeltagandet var ovanligt högt; högre än både Europaparlamentsvalet 1979 och 1984. I Portugal röstade 72,4 % av valmanskåren, medan valdeltagandet i Spanien var något lägre med landets 68,9 %.

## Bakgrund
Portugal och Spanien anslöt Europeiska gemenskaperna den 1 januari 1986. Eftersom de båda länderna blev medlemmar mitt i en mandatperiod, höll länderna separata extrainsatta val till Europaparlamentet. Till en början hade respektive lands parlament utsett representanter till Europaparlamentet. Detta var dock enbart en tillfällig lösning, och därför hölls valen strax efter anslutningen.
I Spanien hölls valet den 10 juni 1987 och i Portugal hölls valet den 19 juli 1987. För att inte de redan anslutna medlemsstaterna skulle få minskat antal mandat i Europaparlamentet, utökades parlamentet istället med 84 mandat; 24 till Portugal och 60 till Spanien.
Båda länderna hade beslutat att ha proportionerliga val till parlamentet. Detta var den princip som dels tillämpades i länderna sedan tidigare, och dels tillämpades i andra Europaparlamentsval för samtliga länder utom Storbritannien.

## Valrörelsen
Eftersom varken Portugal eller Spanien hade folkomröstat om EG-medlemskapet, blev valet till Europaparlamentet en möjlighet för folken att vissa antingen sitt stöd eller sitt missnöje för medlemskapet. Dessutom handlade valet till stor del om nationell politik, och huruvida den nationella regeringens politik var bra eller dålig.
Till skillnad från tidigare Europaparlamentsval var intresset för valet högre, både i Portugal och i Spanien, trots att inget av länderna tillämpar så kallad röstplikt. Detta gav också utslag på valdeltagandet, som var 72,4 % i Portugal och 68,9 % i Spanien, vilket kan jämföras med det genomsnittliga valdeltagandet i valet 1984 som var 61,0 %. Nationellt sett var valdeltagandet ungefär på samma nivå som det brukade vara i de nationella parlamentsvalen.
I Portugal hölls dessutom nationella parlamentsval samtidigt som landets Europaparlamentsval. Detta är en trolig bidragande faktor till att valdeltagandet var så högt i landet. I valet 1989 sjönk deltagandet med 20 %-enheter.

## Valet

### Valdeltagandet
| PT     | ES     | EG     |  |  |  |  |  |  |  |  |  |  |  |
| ------ | ------ | ------ |  |  |  |  |  |  |  |  |  |  |  |
| 72,4 % | 68,9 % | 69,3 % |  |  |  |  |  |  |  |  |  |  |  |

### Valresultatet
|                    | Stat     | EPP/ED       | SOC          | LD         | RBW        | COM        | EDA        | ER         | NI        | Mandat      |        |
| ------------------ | -------- | ------------ | ------------ | ---------- | ---------- | ---------- | ---------- | ---------- | --------- | ----------- | ------ |
| Portugal           | Portugal | 4            | 7 1+6        | 10         | 0 -        | 3          | 0 -        | 0 -        | 0 -       | 24 4,6 %    | 72,4 % |
| Spanien            | Spanien  | 17           | 28           | 10 7+3     | 1          | 3          | 0 -        | 0 -        | 1         | 60 11,6 %   | 68,9 % |
| Europeiska unionen | EG-10    | 160          | 130          | 31         | 20         | 41         | 29         | 16         | 7         | 434 83,8 %  | 61,0 % |
| Europeiska unionen | EG       | 181 (34,9 %) | 165 (31,8 %) | 51 (9,8 %) | 21 (4,1 %) | 47 (9,1 %) | 29 (5,6 %) | 16 (3,1 %) | 8 (1,5 %) | 518 100,0 % | 62,2 % |

## Efterspel
Även om valet innebar ett lyft för socialdemokraterna, liberalerna och också de konservativa, så hade det totalt sett ingen större påverkan på europeisk politik. Mandatfördelningen i Europaparlamentet påverkades ytterst lite, eftersom Portugal och Spanien enbart omfattade drygt 15 % av mandaten.
De största förlorarna var de mindre partigrupperna, i synnerhet Europeiska demokratiska alliansen (EDA) och Gruppen Europeiska högern (ER). Dessa fick inget tillskott av ledamöter från varken Portugal eller Spanien, samtidigt som parlamentets antal mandat utökades med 84. Således minskade de båda partigruppernas procentuella andel av parlamentet.